# Résolution 3379 de l'Assemblée générale des Nations unies
La résolution 3379 de l'Assemblée générale des Nations unies, titrée Élimination de toutes les formes de discrimination raciale, est une déclaration considérant et déterminant que « le sionisme est une forme de racisme et de discrimination raciale ».
Cette résolution est adoptée le 10 novembre 1975 par un vote de 72 contre 35 et 32 abstentions. Elle est révoquée le 16 décembre 1991 par la même Assemblée générale des Nations unies.

## Contexte
De précédentes résolutions de l'Assemblée générale des Nations unies et autres déclarations d'autres acteurs poussées par l'arrière-plan politique de l'époque mènent à l'adoption de la résolution 3379 qui va condamner officiellement l'idéologie nationale de l'État d'Israël, en plaçant également ce pays sur un pied d'égalité avec l'Afrique du Sud et la Rhodésie.

### Déclaration 1904 de 1963
La (en) Déclaration sur l'élimination de toutes les formes de discrimination raciale, adoptée à l'Assemblée générale des Nations unies le 10 novembre 1963 (non contraignante), est un précurseur important de la Convention sur l'élimination de toutes les formes de discrimination raciale, juridiquement contraignante.

### Charte de 1964
Dans le document fondateur de l'Organisation de Libération de la Palestine (OLP), la Charte nationale palestinienne de 1964 (mise à jour quatre ans plus tard), il est écrit que :
« Le sionisme est un mouvement politique, organiquement lié à l’impérialisme mondial et hostile à tous les mouvements de libération et de progrès dans le monde. C’est un mouvement raciste fanatique dans sa nature, agressif et colonialiste expansionniste dans ses objectifs, il est fasciste dans ses moyens ».

### Appel de 1973
Le 10 novembre 1973, l’Assemblée générale de l’ONU a appelé à la « Décennie contre le racisme ». La cible principale était le régime de l'apartheid en Afrique du Sud.

### Résolution 3151 de 1973
En décembre 1973, l'Assemblée générale des Nations unies a adopté la résolution 3151, qui liait le sionisme au racisme et à l'apartheid. Cette résolution qui traitait de la situation en Afrique du Sud déclarait qu'il y avait « une conspiration entre le colonialisme portugais, le racisme sud-africain, le sionisme et l'impérialisme israélien ».
Dans le contexte de la Guerre froide, la proposition était dirigée par les Britanniques. Les Soviétiques et les pays de la Ligue arabe mais également de nombreux pays ont voté en sa faveur par opposition au régime d'apartheid en Afrique du Sud de l'époque.

### Résolutions 3236 et 3237 de 1974
En 1974, l'Assemblée générale des Nations unies adopte les résolutions 3236 et 3237 : la première reconnaissait la « question de Palestine » et invitait l'Organisation de libération de la Palestine (OLP) à participer à la diplomatie internationale ; la seconde désignait l'OLP comme observateur non membre de l'Assemblée, à la suite du « discours du Rameau d'olivier » du dirigeant politique palestinien Yasser Arafat à l'ONU.

### Événements de 1975

#### Conférence à Mexico
Lors de la première « Conférence mondiale des femmes » organisée sous les auspices des Nations unies et tenue à Mexico en juin 1975, des représentants de 133 pays et environ 4 000 représentants d'organisations non gouvernementales (ONG), dont des représentants israéliens et palestiniens, avait pour but de formuler des recommandations sur le thème de l'avancement de la condition de la femme dans le monde pour les soumettre à l'approbation de l'Assemblée générale. La déclaration finale de la conférence lors de l'année internationale des femmes a constaté que « Les femmes du monde entier... partagent l'expérience douloureuse de l'inégalité de traitement » et sont donc « des alliés naturels dans la lutte contre toutes les formes de discrimination, manifestées par le colonialisme, le néocolonialisme, le sionisme, la discrimination raciale et l'apartheid ». Elle souligne en outre le « rôle historique des femmes » dans l'élimination de ces formes d'oppression.

#### Déclarations et condamnations à Kampala
En juillet 1975, « l'Organisation de l'unité africaine présidée par le dirigeant Idi Amin Dada s'est réunie à Kampala (Ouganda) et une décision a été prise appelant les pays du monde à participer aux efforts visant à suspendre Israël de toutes les institutions de l'ONU. Elle précise qu'« Israël est un danger pour la paix mondiale » en raison de sa « nature raciste-agressive ».

#### Conférence à Lima
La cinquième conférence des pays non alignés sur la question de la Palestine et du Moyen-Orient, se tient à Lima (Pérou), en août 1975. Parmi ses résolutions, la conférence « appelle tous les pays à soutenir le peuple palestinien par tous les moyens dans sa lutte contre le sionisme et le colonialisme raciste pour récupérer ses droits nationaux complets ».

#### Appels à l'effacement
Le 1er octobre, le président de l'Ouganda et de l'Organisation de l'unité africaine, Idi Amin Dada, a appelé les États-Unis non seulement à agir pour retirer Israël de toutes les instances de l'ONU mais encore de l'éliminer, afin de « garantir les droits des peuples palestiniens ».

#### Motions
Le 2 octobre 1975, les représentants de Cuba, du Yémen du Sud, de la Libye et de la Syrie ont présenté une motion commune (A/C. 3/L.2157) à l'Assemblée générale de l'ONU, selon laquelle le sionisme devrait également être condamné dans toutes les résolutions de l'ONU contre le racisme, à l'instar de l'Afrique du Sud. La proposition a été retirée après une forte opposition.
Quelques jours plus tard, le 16 octobre, la Somalie, soutenue par 19 États arabes, deux États d'Afrique de l'Ouest (Dahomey et Guinée), l'Afghanistan, Cuba et la RSS d'Ukraine, a présenté un nouveau projet de résolution (A/C. 3/6.2159) traitant exclusivement du sionisme.

### Avant le vote
Avant le vote de la résolution 3379 à l'Assemblée générale des Nations unies, l'ambassadeur des États-Unis auprès des Nations unies, Daniel Patrick Moynihan, avertit que « les Nations unies sont sur le point de faire de l'antisémitisme une loi internationale ». Il prononce alors un discours contre la résolution, dans lequel il déclare notamment : « [Les États-Unis] ne reconnaissent pas, ne se conformeront pas, n'acquiesceront jamais à cet acte infâme... Un grand mal a été déchaîné sur le monde ».
Après que le projet de résolution eut été adopté par le comité préparatoire et que les tentatives de reporter le vote eurent échoué, la résolution 3379 a été soumise à l'Assemblée générale des Nations unies pour un vote le 10 novembre 1975, sous le parrainage de la Ligue arabe et d'un certain nombre de pays à majorité musulmane, et avec un soutien principal par les votes favorables des pays du Seconde monde (bloc de l'Est) et de nombreux pays africains.

## Texte
Le texte de la résolution 3379 de 1975, mentionne un certain nombre de conférences internationales qui ont eu lieu entre 1963 et 1975 (voir supra), au cours desquelles il était affirmé que l'État d'Israël était raciste, qu'il opprimait les femmes et constituait un danger pour la paix mondiale « en raison de sa nature raciste et agressive ». Il se déploie ainsi : 

« L’Assemblée générale,
Rappelant sa résolution 1904 (XVIII) du 20 novembre 1963, dans laquelle elle a proclamé la Déclaration des Nations unies sur l’élimination de toutes les formes de discrimination raciale et, notamment, a affirmé que "toute doctrine fondée sur la différenciation entre les races ou sur la supériorité raciale est scientifiquement fausse, moralement condamnable, socialement injuste et dangereuse" et s'est déclarée alarmée devant les "manifestations de discrimination raciale qui se constatent encore dans le monde, dont quelques-unes sont imposées par certains gouvernements au moyen de mesures législatives, administratives ou autres",
Rappelant également que, dans sa résolution 3151 G (XXVIII) du 14 décembre 1973, l’Assemblée générale a condamné en particulier l'alliance impie entre le racisme sud africain et le sionisme.
Prenant note de la Déclaration de Mexico de 1975 sur l’égalité des femmes et leur contribution au développement et à la paix, proclamée par la Conférence mondiale de l’Année internationale de la femme, tenue à Mexico du 19 juin au 2 juillet 1975, qui a promulgué le principe selon lequel "la coopération et la paix internationales exigent la libération et l’indépendance nationales, l’élimination du colonialisme et du néocolonialisme, de l’occupation étrangère, du sionisme, de l'apartheid et de la discrimination raciale sous toutes ses formes, ainsi que la reconnaissance de la dignité des peuples et de leur droit à l'autodétermination ",
Prenant note également de la résolution 77 (XII), adoptée par la Conférence des chefs d’États et de gouvernements de l'Organisation de l'unité africaine, à sa douzième session ordinaire, tenue à Kampala, du 28 juillet au 1er août 1975, qui a estimé "que le régime raciste en Palestine occupée et les régimes racistes au Zimbabwe et en Afrique du Sud ont une origine impérialiste commune, constituent un tout et ont la même structure raciste, et sont organiquement liés dans leur politique tendant à la répression de la dignité et l’intégrité de l’être d’humain",
Prenant note également de la Déclaration politique et de la Stratégie pour renforcer la paix et la sécurité internationales et renforcer la solidarité et l’assistance mutuelle des pays non alignés, adoptée à la Conférence de ministres des affaires étrangères des pays non-alignés tenue à Lima, du 25 au 30 août 1975, qui a très sévèrement condamné le sionisme comme une menace à la paix et à la sécurité mondiales et a demandé à tous les pays de s’opposer à cette idéologie raciste et impérialiste,
Considère que le sionisme est une forme de racisme et de discrimination raciale. »

## Résultats du vote de la résolution 3379

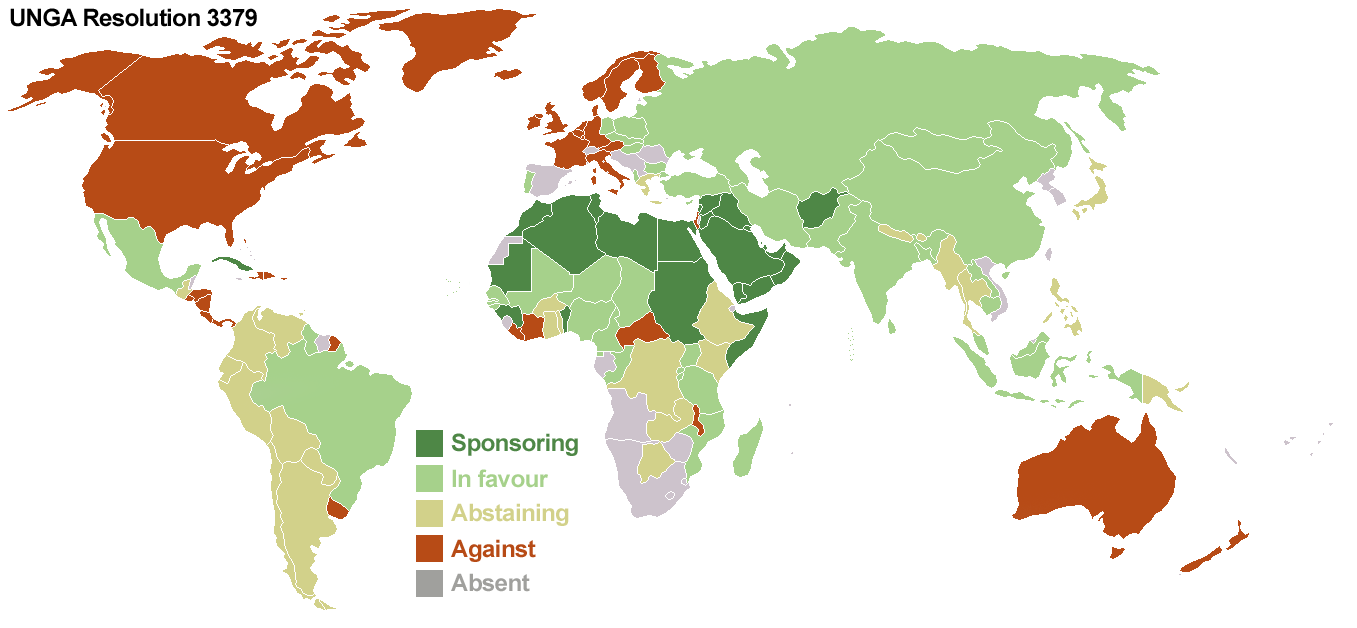
Vert : pays soutenant la résolution.
Vert pâle : pays ayant seulement voté pour.
Beige : abstention.
Rouge : contre la résolution.
Gris : absents lors du vote.

La résolution 3379 est adoptée avec 72 voix pour, 35 contre et 32 abstentions. Voir les débats et explications de vote sur (en) « Enregistrement officiel de la session du 10 novembre 1975 ».

### Répartition
| En faveur (72) États parrains (25) | Abstention (32) | Contre (35) | Pas de vote (3)                    | Non-membres |
| --- | --- | --- | ---------------------------------- | --- |
| \| Afghanistan, Albanie, Algérie, Bahreïn, Bangladesh, Brésil, Bulgarie, Burundi, Biélorussie RSS, Cameroun, Cap -Vert, Tchad, Chine, Congo, Cuba, Chypre, Tchécoslovaquie, Dahomey, Yémen du Sud, Égypte, Guinée équatoriale, Gambie, Allemagne de l'Est, Grenade, Guinée, Guinée-Bissau, Guyane, Hongrie, Inde, Indonésie, Iran, Irak, Jordanie, Kampuchea, Koweït, Laos, Liban, \| Libye, Madagascar Malaisie, Maldives Mali, Malte, Mauritanie, Mexique Mongolie, Maroc, Mozambique, Niger Nigeria, Oman Pakistan, Pologne Portugal, Qatar Rwanda, São Tomé et Príncipe, Arabie saoudite, Sénégal Somalie, Union soviétique, Sri Lanka, Soudan, Syrie, Tunisie, Turquie, Ouganda, RSS d'Ukraine, Émirats arabes unis,Tanzanie, Yémen, Yougoslavie. \| | Argentine, Bhoutan, Bolivie, Botswana, Birmanie, Chili, Colombie, Équateur, Éthiopie, Gabon, Ghana, Grèce, Guatemala, Jamaïque, Japon, Kenya, Lesotho, Maurice, Népal, Papouasie -Nouvelle-Guinée, Paraguay, Pérou, Philippines, Sierra Leone, Singapour, Thaïlande, Togo, Trinité-et-Tobago, Haute-Volta, Venezuela, Zaïre, Zambie.                             | Allemagne de l'Ouest, Australie, Autriche, Bahamas, Barbade, Belgique, Canada, , Costa Rica, Côte d'Ivoire, Danemark, République dominicaine, États-Unis, Fidji, Finlande, France, Haïti, Honduras, Irlande, Islande, Israël, Italie, Libéria, Luxembourg, Malawi, Nicaragua, Nouvelle-Zélande, Norvège, Panama, Pays-Bas, République centrafricaine, Royaume-Uni, Salvador, Suède, Swaziland, Uruguay. | Roumanie, Espagne, Afrique du Sud. | Angola, Corée du Nord, Corée du Sud, République de Chine (Taiwan), Rhodésie, Suisse, Vietnam du Nord, Vietnam du Sud. |
| Source : Système d'information bibliographique des Nations unies. | | |                                    | |
| Afghanistan, Albanie, Algérie, Bahreïn, Bangladesh, Brésil, Bulgarie, Burundi, Biélorussie RSS, Cameroun, Cap -Vert, Tchad, Chine, Congo, Cuba, Chypre, Tchécoslovaquie, Dahomey, Yémen du Sud, Égypte, Guinée équatoriale, Gambie, Allemagne de l'Est, Grenade, Guinée, Guinée-Bissau, Guyane, Hongrie, Inde, Indonésie, Iran, Irak, Jordanie, Kampuchea, Koweït, Laos, Liban, | Libye, Madagascar Malaisie, Maldives Mali, Malte, Mauritanie, Mexique Mongolie, Maroc, Mozambique, Niger Nigeria, Oman Pakistan, Pologne Portugal, Qatar Rwanda, São Tomé et Príncipe, Arabie saoudite, Sénégal Somalie, Union soviétique, Sri Lanka, Soudan, Syrie, Tunisie, Turquie, Ouganda, RSS d'Ukraine, Émirats arabes unis,Tanzanie, Yémen, Yougoslavie. | |                                    | |

## Réactions

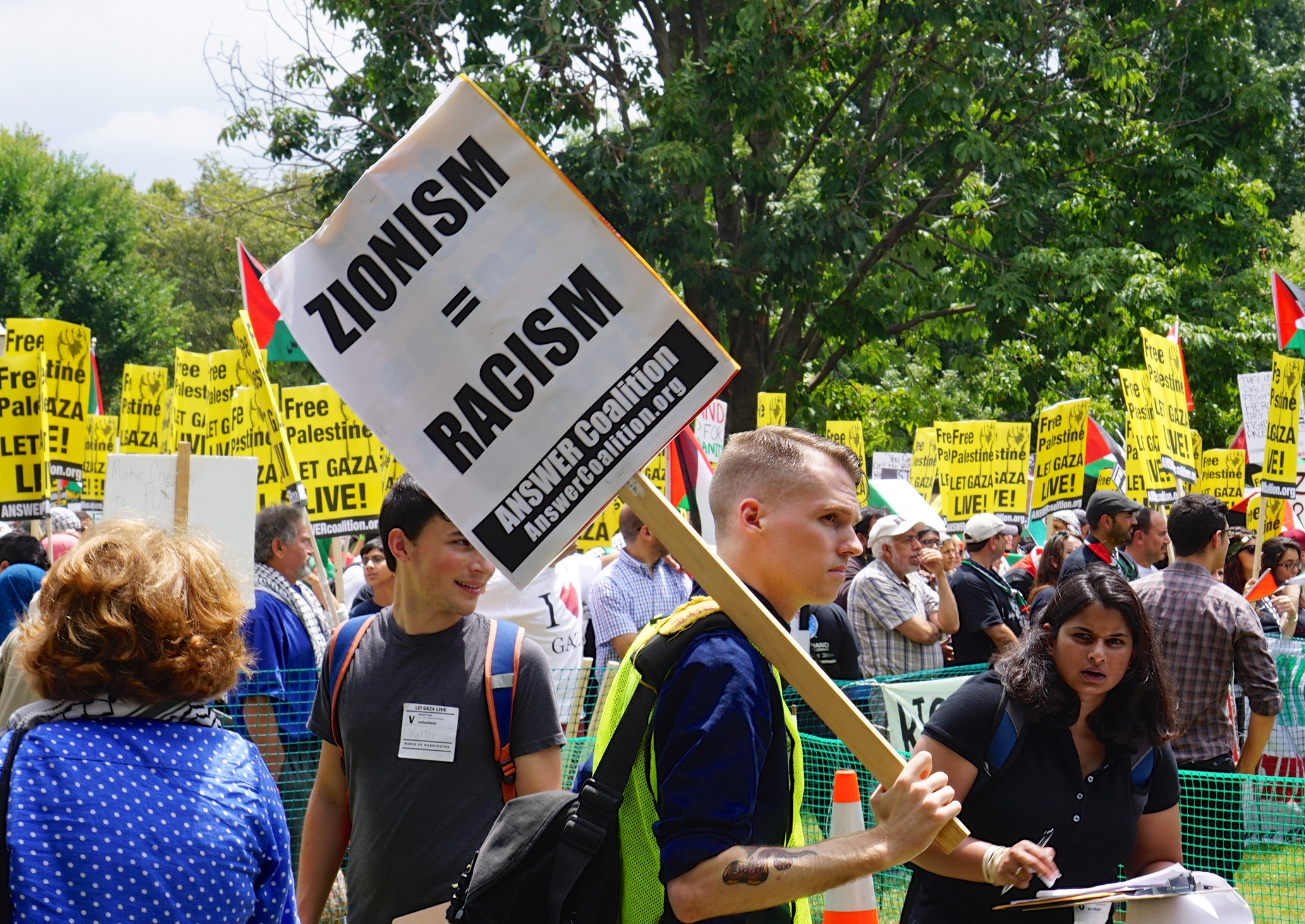
Manifestation anti-israélienne et pro-Gaza (2014)

Après son adoption par l'Assemblée générale des Nations unies, la résolution 3379 de 1975 est fréquemment réduite en une formule radicale : « sionisme = racisme ».
Les réactions d'Israël et dans le monde occidental sont extrêmement négatives. Israël (membre de l'ONU depuis 1949), qui a voté contre la résolution 3379, la condamne sur le champ ; il est principalement soutenu par les pays du Premier Monde.
L'ambassadeur d'Israël auprès de l'ONU et futur président du pays, Haïm Herzog, monte à la chaire de l'assemblée onusienne, le jour-même du vote, et y prononce un discours s'inscrivant dans l'histoire de la guerre contre l'antisémitisme,. Au dernier instant, il déchire en deux le texte de la résolution.
Le lendemain du vote, soit le 11 novembre 1975, le Congrès américain (Sénat et Chambre des représentants) condamne à l'unanimité la résolution comme « contribuant à l'antisémitisme » et se prononce contre la participation des États-Unis à la « Décennie contre le racisme » qui mènerait à de telles résolutions. Le secrétaire d’État américain Henry Kissinger déclare ce même jour à propos de la résolution 3379 que les États-Unis « ignoreraient et n’y prêteraient aucune attention », et que les Nations unies se feraient du mal si elles continuaient ainsi.

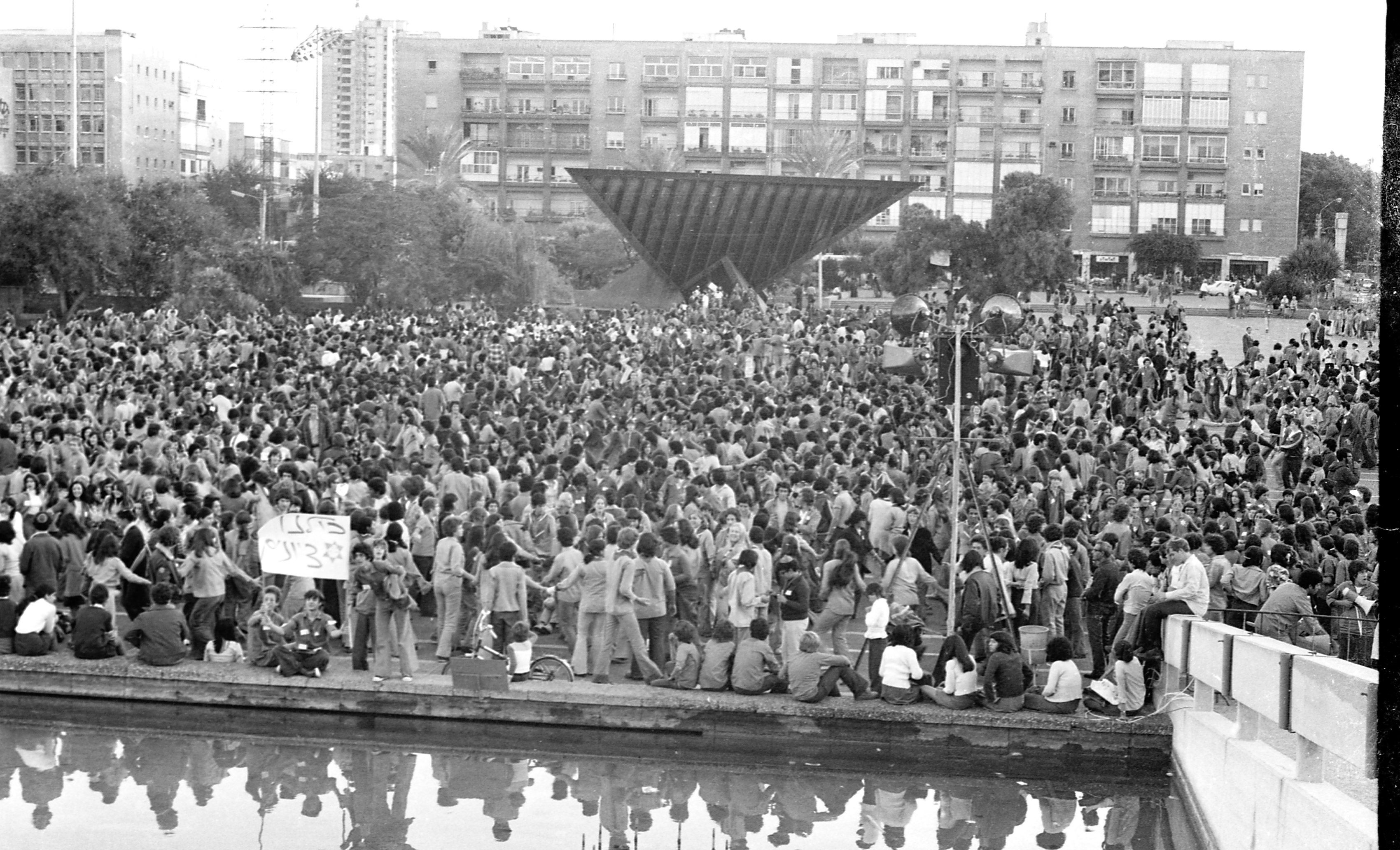
Manifestation israélienne contre la décision de l'ONU à l'égard du sionisme (1975)

Dans la rue israélienne, des manifestations rassemblant des milliers de personnes ont lieu pour protester contre l'adoption par l'ONU de cette résolution 3379 condamnant et dégradant le mouvement sioniste.
Lors d'un débat en Allemagne (RFA) au Bundestag, le 27 novembre 1975, le ministre d'État Hans-Jürgen Wischnewski déclare que le gouvernement fédéral allemand a condamné la résolution comme étant incompatible avec la Charte des Nations unies et ne reposant sur aucune base.
Le Premier ministre de la Jamaïque déclare en 1977 qu'il ne considèrait pas le sionisme comme une forme de racisme mais précise-t-il, « si nous avions voté contre la décision (de l'ONU), cela aurait donné l'impression que la Jamaïque soutenait le (régime) de l'apartheid. Je crois que de nombreux représentants se sont abstenus (et ne se sont pas opposés) pour cette raison ».
En 1989, le Parlement italien adopte une résolution appelant le gouvernement à exiger l'abrogation de cette décision 3379.
L'ancien secrétaire général de l’ONU, Ban Ki-moon qualifie la résolution de « décision malheureuse »,.
Encore le 21 juin 2004, à l'occasion de l'ouverture de la première conférence des Nations unies sur l'antisémitisme, le diplomate Kofi Annan souligne : « Force est de reconnaître que les actions de l'Organisation des Nations unies en matière d'antisémitisme n'ont pas toujours été à la mesure de ses idéaux. Il est déplorable que l'Assemblée générale ait adopté en 1975 une résolution dans laquelle elle assimilait le sionisme au racisme et je me félicite qu'elle soit depuis revenue sur sa position ».

### Conséquences
En réponse à la décision de l'ONU assimilant le sionisme au racisme, le « boulevard des Nations Unies » en Israël est définitivement remplacé par le « boulevard du Sionisme » à Jérusalem, Tel-Aviv et Haïfa.
Le vote du Mexique en faveur de la résolution conduit certains Juifs des États-Unis à organiser un boycott touristique du Mexique. Il prend fin après le voyage en Israël du ministre mexicain des Affaires étrangères Emilio Óscar Rabasa (lequel est contraint de démissionner, peu après).
Parmi les multiples conséquences engendrées par l'adoption de la résolution 3379 de 1975, l'on peut citer la formule réductrice « sionisme = racisme » qui est reprise dans de nombreuses manifestations à travers le monde.
Une tendance au boycott des Juifs commence notamment dans les universités du monde entier. En 1976-1977, huit associations étudiantes en Angleterre reprennent la résolution 3379 de l'ONU et boycottent les activités des étudiants juifs dans les universités. Des universités américaines annulent les cours recommandés par les organisations juives. À l'université de Californie, des étudiants arabes empêchent les Juifs de participer à un programme sur le racisme, arguant que « le sionisme est une forme de racisme ». En 1983, à l’université de New York, le sionisme est inclus dans le cours « La politique raciale » aux côtés du régime de l’apartheid et du nazisme. Des événements similaires ont également lieu au Canada et partout en Europe.
Ainsi, bien que la résolution 3379 de l'Assemblée générale des Nations unies de 1975 ait été abrogée en 1991, elle a rempli l’objectif de ses promoteurs de mettre Israël hors-la-loi au niveau international.

## Révocation

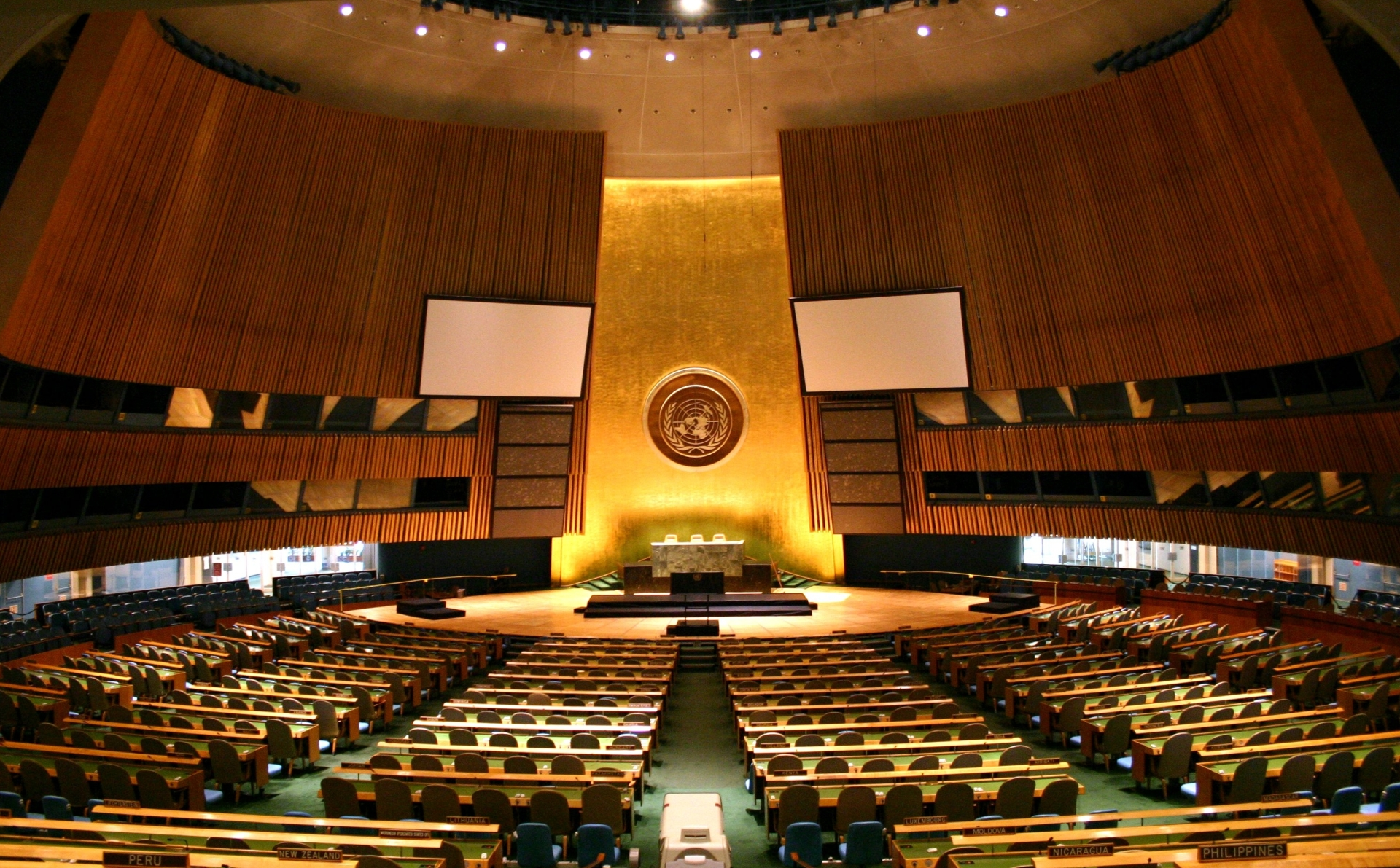
Salle de l'Assemblée générale des Nations unies.

La résolution 3379 de 1975 est révoquée seize ans après son adoption, à l'initiative américaine, par la motion 46/86, adoptée le 16 décembre 1991 par 111 voix pour, 25 voix contre et 13 abstentions,.
Ce vote a lieu après l'effondrement de l'Union soviétique et du bloc de l'Est, et peu après la guerre du Golfe. Il est soutenu par 88 pays dont l'écrasante majorité des pays du Premier et du Deuxième monde, et par de nombreux pays africains. Aucun État arabe ne vote pour le retrait de la résolution inique : la Ligue arabe, la plupart des pays à majorité musulmane et quatre autres pays (Cuba, la Corée du Nord, le Sri Lanka et le Vietnam) votent contre sa révocation.

Auparavant, le président américain George H.W. Bush a soutenu et personnellement présenté la motion visant à révoquer la résolution 3379 avec la déclaration suivante :
« La résolution 3379 de l'Assemblée générale des Nations unies, dite « Le sionisme est un racisme », se moque de cet engagement et des principes sur lesquels les Nations unies ont été fondées. Et je demande maintenant son abrogation. Le sionisme n'est pas une politique, c'est l'idée qui a conduit à la création d'un foyer pour le peuple juif, de l'État d'Israël. Et assimiler le sionisme au péché intolérable du racisme, c'est déformer l'histoire et oublier le terrible sort des juifs pendant la Seconde Guerre mondiale et, en fait, tout au long de l'histoire. Assimiler le sionisme au racisme, c'est rejeter Israël lui-même, un membre de bonne réputation des Nations unies. Cet organisme (ONU) ne peut prétendre rechercher la paix et en même temps remettre en cause le droit d'Israël à exister. En abrogeant cette résolution sans condition, les Nations unies renforceront leur crédibilité et serviront la cause de la paix. »
Le texte intégral de la révocation 46/86, qui ne présente aucun argument, est l'un des plus courts de l'histoire onusienne : 
« L’Assemblée générale décide de révoquer la décision contenue dans sa résolution 3379 (XXX) du 10 novembre 1975. »